# Vinterpaladset
Vinterpaladset (russisk: Зимний дворец, tr. Zimnij dvorets) er et slot i Sankt Petersborg i Rusland og var indtil 1917 den officielle residens for de russiske zarer i hovedstaden. I dag fungerer paladset som et paladsmuseum og er desuden hjem for et af verdens største museer, Eremitagemuseet. Paladset kendes på sin grønne facade i barokstil.

## Historie
Vinterpaladset fik sin nuværende udformning i mellem 1754 og 1763, da det blev bygget som vinterresidens for de russiske zarer. Arkitekten var Bartolomeo Rastrelli, der stod for opførelsen af flere paladser til zarfamilien og de førende adelsfamilier i og omkring hovedstaden. Den første russiske hersker til at gøre paladset til hovedresidens var Katharina 2. af Rusland.
Efter februarrevolutionen i 1917 var Vinterpaladset hovedkvarter for den provisoriske russiske regering. Derefter blev det stormet af bolsjevikkerne under indledningen af oktoberrevolutionen.
Paladsets facade har været malet i flere farver. I 1800-tallet var det malet i en gul sandfarve og i starten af 1900-tallet var det malet i røde farve,

### Nuværende brug
Paladset huser i dag Eremitagemuseet, der ejer en af verdens største kunstsamlinger. Det er et af Sankt Petersborgs mest velbesøgte museer.